# Stephanie Brown Trafton
Stephanie Karenmonica Brown Trafton, ameriška atletinja, * 1. december 1979, San Luis Obispo, Kalifornija, ZDA.
Nastopila je na poletnih olimpijskih igrah v letih 2004, 2008 in 2012, leta 2008 je dosegla uspeh kariere z osvojitvijo naslova olimpijske prvakinje v metu diska, leta 2012 je bila osma.